# IHI F7
IHI F7型發動機是日本第一款自行研製的高涵道比渦輪風扇發動機。雖然此款發動機為軍、民兩用產品，但目前僅用於日本海上自衛隊的川崎P-1海上巡邏機。

## 發展

### 研製
F7發動機的研製歷史，最早可追溯至1998年。當時，IHI的前身——石川島播磨重工業開展了「高涵道比渦輪風扇發動機技術研究」計劃，並嘗試以1995年研發的XF5發動機的核心機為基礎，研製高涵道比發動機。
兩年後，IHI成功研製首台高涵道比發動機，而原型機獲命名為XF7-1型，並於2000-02年間陸續進行各種地面測試。其後，XF7發動機於2002年第二季安裝至C-1試飛平台上，並開始進行為期五年的試飛。
2004年10月28日，防衛省決定採用XF7發動機，作為當時仍在研發的P-1海上巡邏機的唯一發動機選擇。
2007年，XF7先後完成結冰、飛行及消防測試，並在同年年尾前往美國進行高空飛行測試。

### 開始應用
XF7於2010年取得型號合格證，並獲得量產型號F7，同年正式開始量產，並安裝至P-1海上巡邏機上。
2016年，日本防衛省、IHI航太及宇宙航空研究開發機構（JAXA）簽訂三方協議，批准JAXA購入F7-10發動機，用作研究民用高涵道比發動機技術，為未來日本自行研發幹線客機提供經驗。

## 型號

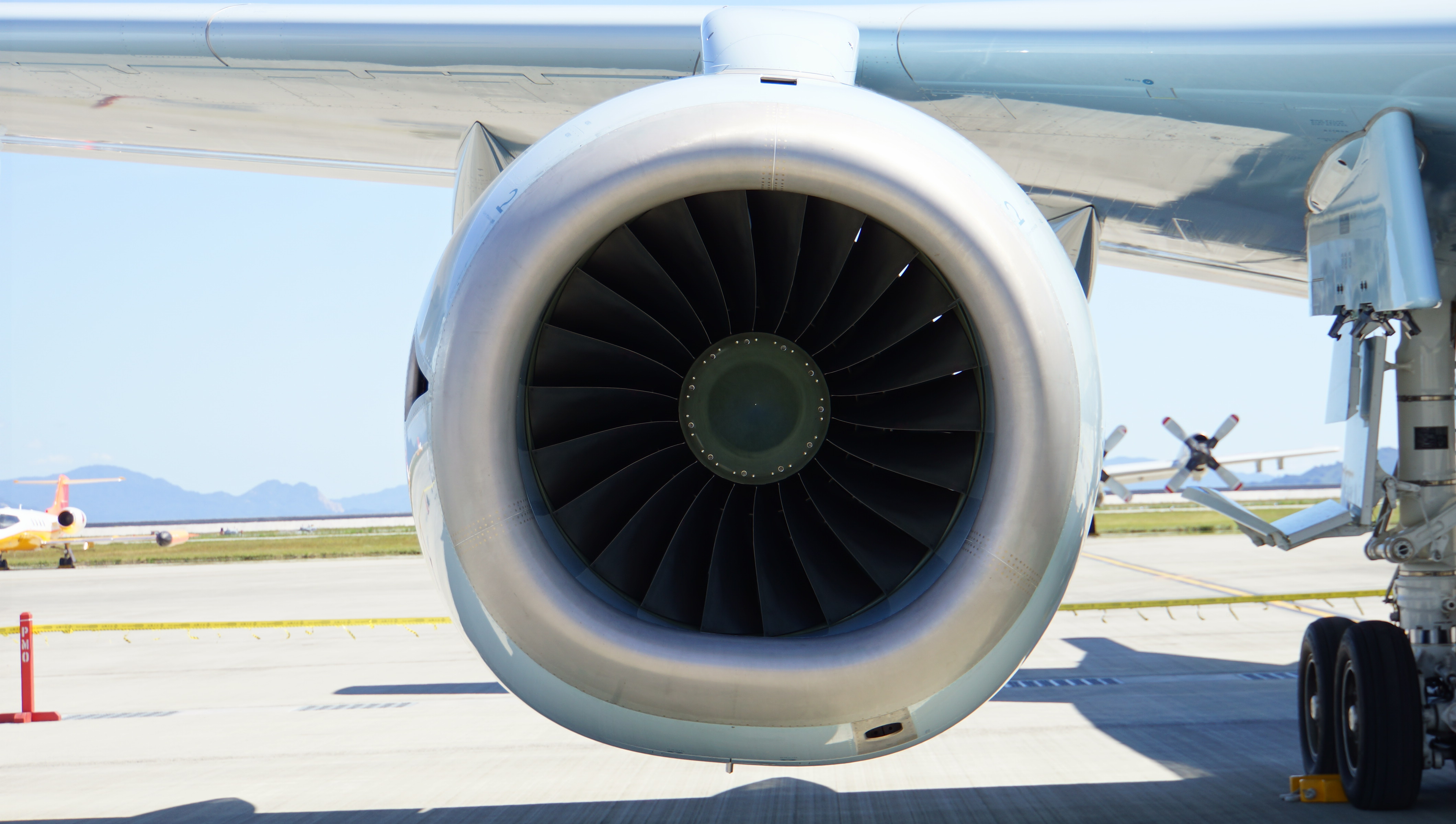
安裝在P-1海上巡邏機上的F7-10發動機正面

### XF7-10
XF7-10為F7發動機的原型機。

### F7-10
目前唯一量產的型號，為P-1海上巡邏機的唯一發動機選擇。

### F7-GT
以F7發動機為基礎的船用燃氣渦輪發動機，主要供日後海上自衛隊的艦艇使用。

## 規格（F7-10型）

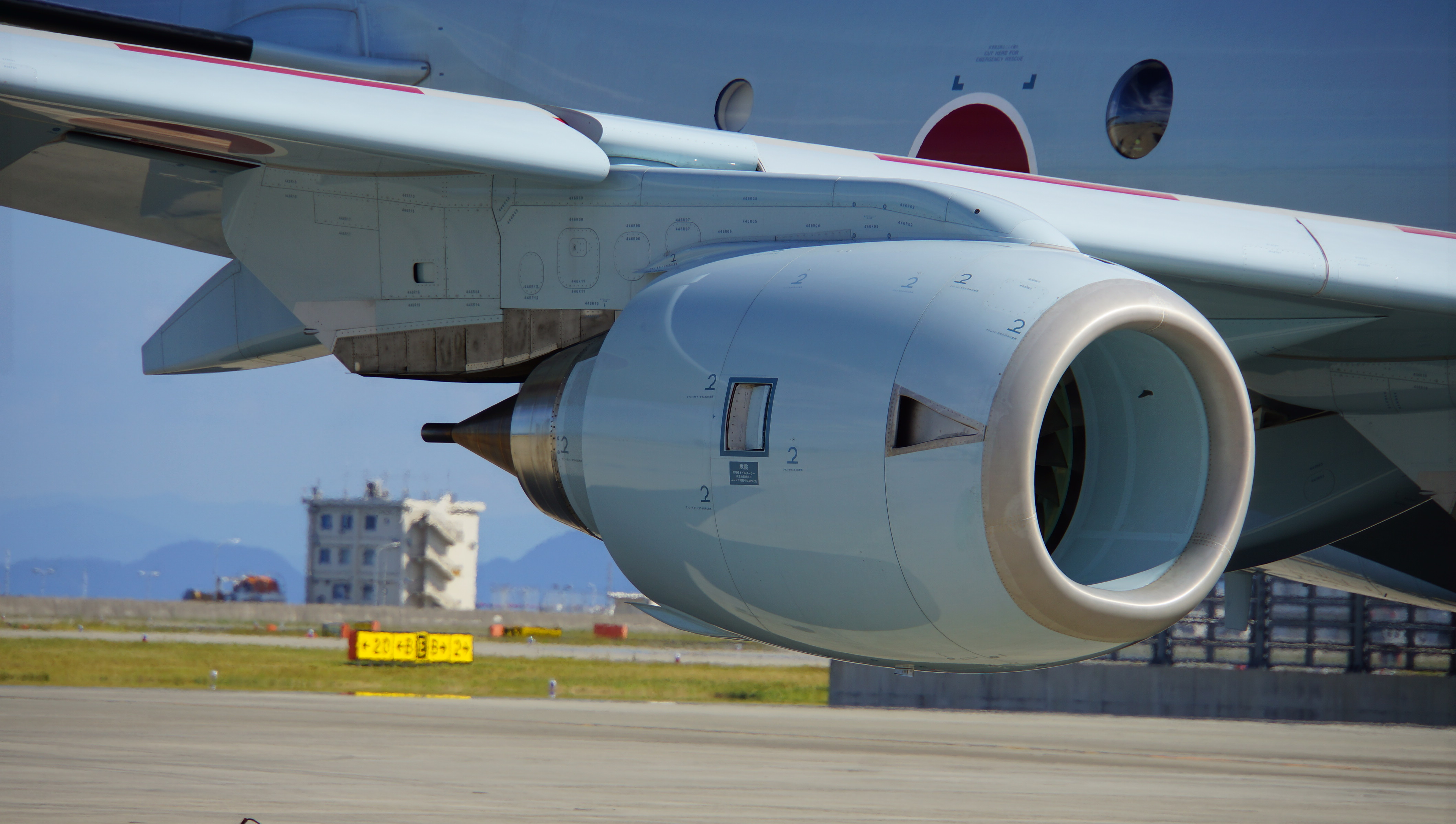

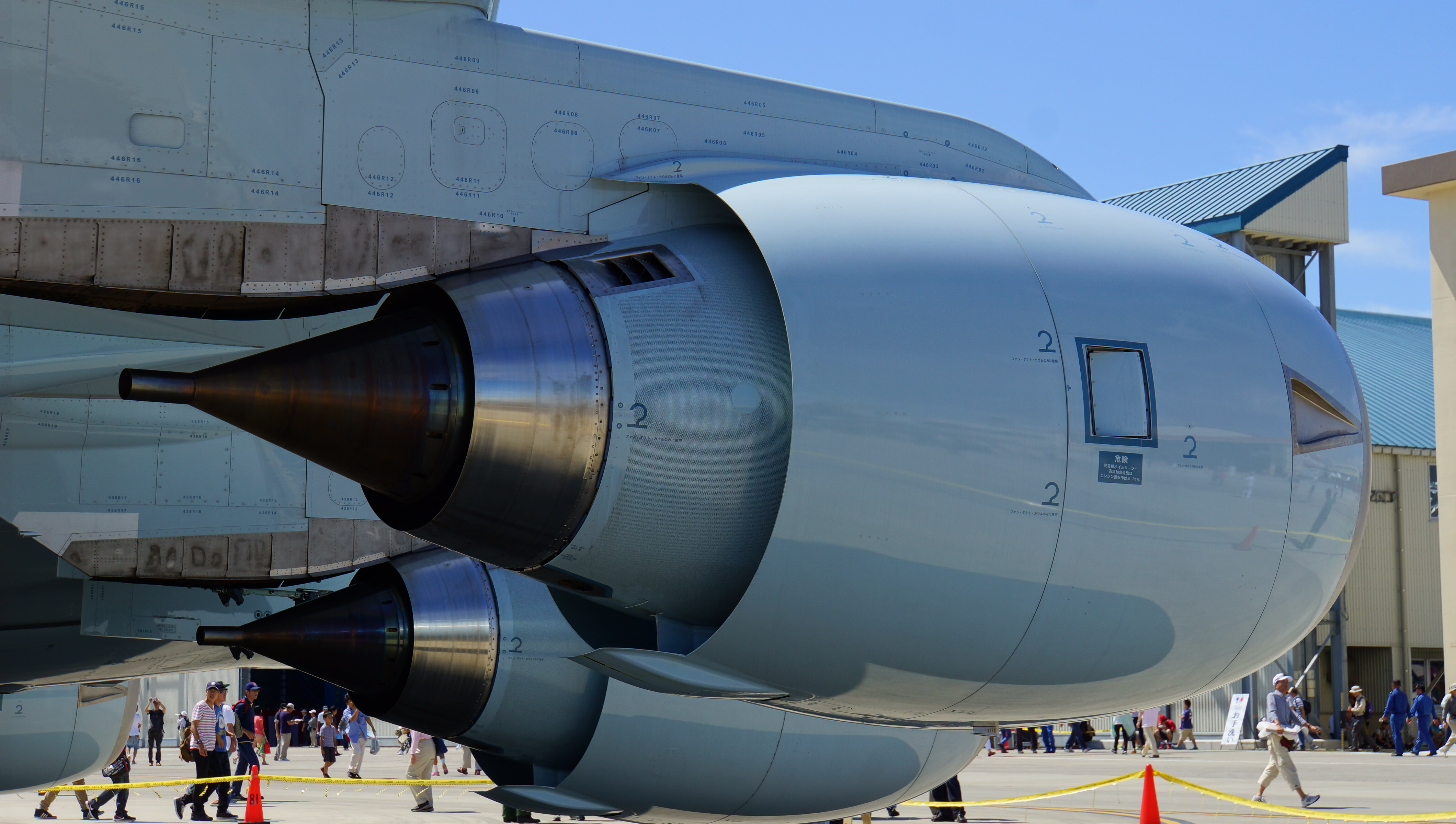

数据来源： IHI

### 概况
- 类型： 雙閥芯式渦輪風扇發動機
- 长度： 2.7米（110英寸）
- 直径： 1.4米（55英寸）
- 淨重： 1,240（2,730磅）

### 组件
- 压缩机： 2級低壓壓氣機，8級高壓壓氣機
- 燃烧室： 1級環狀燃燒室
- 涡轮： 2級高壓渦輪，4級低壓渦輪

### 性能
- 最大推力： 60 KN/6,120（13,490磅）
- 总压比： 27:1
- 旁通比： 8.2:1
- 涡轮前温度： > 1,500 °C（2,730 °F）
- 推重比： 4.9:1